# 운암고등학교 (경기)
운암고등학교(雲岩高等學校)는 대한민국 경기도 오산시 원동에 있는 공립 고등학교이다.

## 학교 연혁
- 2006년 4월 15일 : 운암고등학교 건축공사 착공
- 2007년 1월 15일 : 운암고등학교 설립인가 (인문계 남·여, 8학급)
- 2007년 3월 1일 : 개교 및 초대 최승웅 교장 취임
- 2007년 3월 2일 : 제1회 입학식 (8학급 294명 입학)
- 2010년 2월 10일 : 제1회 졸업식 (6학급 188명 졸업)
- 2023년 3월 1일 : 제6대 강성진 교장 취임
- 2024년 1월 5일 : 제15회 졸업식(8학급 217명 졸업)
- 2024년 3월 4일 : 제18회 입학식(8학급 273명 입학)

## 참고 자료
- 운암고등학교 - 한국교육학술정보원 학교알리미